# 활치과
활치과(Ephippidae)는 활치목에 속하는 조기어류과의 하나이다. 농어목으로 분류하기도 한다. 8개 속에 20여 종으로 이루어져 있으며, 제비활치, 깃털제비활치, 초승제비활치, 부채제비활치, 오기코돌치, 두둥갈구자 등을 포함하고 있다.

## 하위 속
- Chaetodipterus - 3종 포함
- Ephippus - 2종 포함
- Parapsettus - 유일종 Parapsettus panamensis
- Platax - 5종(제비활치, 깃털제비활치, 초승제비활치, 부채제비활치 등) 포함
- Proteracanthus - 유일종 Proteracanthus sarissophorus
- 오기코돌치속 (Rhinoprenes) - 유일종 오기코돌치(Rhinoprenes pentanemus)
- Tripterodon - 유일종 Tripterodon orbis
- 두둥갈구자속 (Zabidius) - 유일종 두둥갈구자(Zabidius novemaculeatus)